# Norops guazuma
Norops guazuma este o specie de șopârle din genul Norops, familia Polychrotidae, descrisă de Garrido 1984. Conform Catalogue of Life specia Norops guazuma nu are subspecii cunoscute.